# إكس ماركس
إكس ماركس (بالإنجليزية: Xmarks، سابقًا Foxmarks) كانت شركة في سان فرانسيسكو، صممت امتدادًا لمتصفحات الوب، وهو متاح لإنترنت إكسبلورر وموزيلا فيرفكس، وجوجل كروم، وسفاري وأوبرا. أسس الشركة ميتش كابور. استحوذت لاست باس على إكس ماركس في ديسمبر 2010.
الامتداد يسمح للمستخدمين بمزامنة عرض علامات المواقع على حواسيب مختلفة. أيضا يوفر إكس ماركس واجهة للتعامل مع علامات المواقع من خلال الويب عبر موقعها، وهذا يمكن المستخدم من إنشاء علامات مواقع جديدة وتنظيمها في مجلدات.

## وصلات خارجية
- إكس ماركس
- صفحة امتداد إكس ماركس في مستودع إضافات موزيلا
- مدونة إكس ماركس